# 日本とコソボの関係
日本とコソボの関係（アルバニア語: Marrëdhëniet mes Japonisë dhe Kosovës、英語: Japan–Kosovo relations）は、日本とコソボの外交関係である[a]。コソボは2008年2月17日にセルビアからの独立を宣言し、日本は2008年3月18日に独立を承認した。日本国外務省によると、日本とコソボは2009年2月25日に外交関係を樹立した。

## 歴史

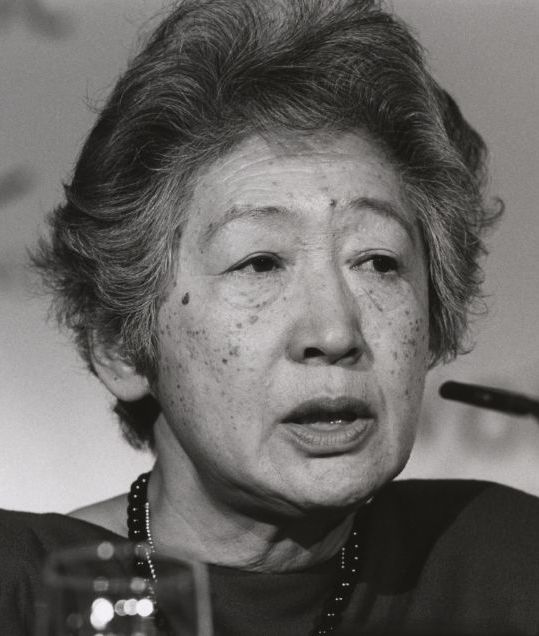
日本生まれの緒方貞子国連難民高等弁務官

日本生まれの緒方貞子国連難民高等弁務官は1998年11月に公式声明を発表し、コソボ・メトヒヤ自治州に住む民間人が毎日のように暴力と虐待に直面し、推定17万5000人がコソボで国内避難民となっていることを明らかにした。彼女は報告書の中で、コソボ難民や帰国者を保護すること、並びに現地における関連問題の解決を模索することに対して永続的な関与を示した。凄惨な暴力を止めて一日も早くコソボの平和と繁栄を取り戻すために、日本政府は1999年4月に国連難民高等弁務官事務所（UNHCR）を含む国際機関や、アルバニアやマケドニアなど多数のコソボ難民を受け入れている周辺国への支援を宣言した。
コソボは2008年2月17日にセルビアからの独立を宣言し、日本は2008年3月18日に独立を承認した。日本は、アフガニスタンとトルコに次いでコソボ共和国を承認したアジアで3番目の国である。
2010年7月16日、東京にコソボ大使館が開設された。その一方で、日本は2020年1月1日までプリシュティナに大使館を置いていなかった。
2018年1月、安倍晋三内閣総理大臣は東南欧諸国を歴訪した際に西バルカン協力イニシアティブの立ち上げを提案した。安倍首相はその時コソボを訪問しなかったが、同イニシアティブではコソボ共和国を含む西バルカン諸国に対する二国間支援の強化、地域協力の支援、大使館の新設などを強調している。イニシアティブの一環として、2年後にプリシュティナに日本国大使館が開設された。
2025年5月、山梨県甲府市の山梨学院大学研究室内に在山梨コソボ共和国名誉領事館を開設。名誉領事として、同大学長代理の秋田辰巳が就任した。

## 要人往来

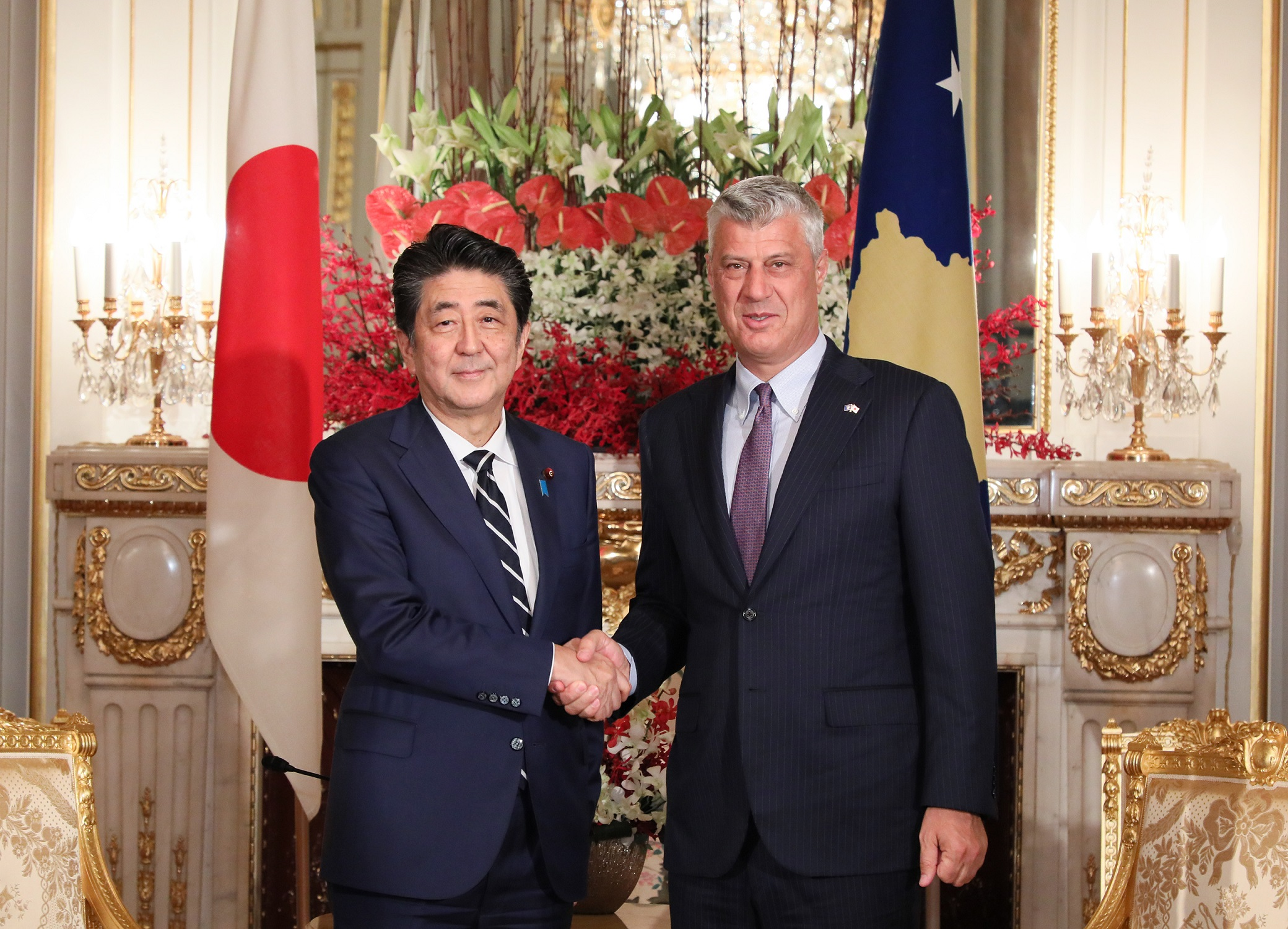
ハシム・サチ大統領（右）と安倍晋三首相。サチ大統領は4度の訪日経験がある。うち2回は首相として、残り2回は大統領として。

### 日本からコソボへの要人訪問
- 1999年12月: 河野洋平外務大臣[11]
- 2005年4月: 小野寺五典外務大臣政務官[11]
- 2006年5月: 山中燁子外務大臣政務官[11]
- 2009年9月: 浜田和幸外務大臣政務官[2][12]
- 2018年2月: 堀井学外務大臣政務官[2][13]
- 2019年2月: 阿部俊子外務副大臣[2][14]

### コソボから日本への要人訪問
（2000年2月: ベルナール・クシュネル国際連合コソボ暫定行政ミッション特別代表）
- 2004年4月: バイラム・レジェピ（アルバニア語版、英語版）首相[11]
- 2011年12月: エンヴェル・ホジャイ（アルバニア語版、英語版）外務大臣、ダルダン・ガシ（アルバニア語版、英語版）環境・空間計画大臣[2][15]
- 2012年6月: ハシム・サチ首相、エンヴェル・ホジャイ外務大臣、ラマ・ブヤ（アルバニア語版）教育科学技術大臣、ベドリ・ハムザ財務大臣[2][16]
- 2013年9月: ベルナルド・ニカイ貿易・産業副大臣、ヴァルドリン・ルカ（アルバニア語版、英語版）投資促進庁長官[2][17]
- 2013年10月: ラマ・ブヤ教育科学技術大臣[2][18]
- 2014年4月: ハシム・サチ首相、ベシム・ベカイ（アルバニア語版）財務大臣、ベルナルド・ニカイ貿易・産業大臣[19]
- 2018年3月: ベフジェット・パッツォーリ（アルバニア語版、英語版）第一副首相兼外務大臣、ヴァルドリン・ルカ経済開発大臣[2][20]
- 2019年3月: カドリ・ヴェセリ（アルバニア語版、英語版）議長[21][22]
- 2019年9月: ハシム・サチ大統領[2][23]
- 2019年10月: ハシム・サチ大統領[2][24][25]
- 2021年7月: ヴィヨサ・オスマニ大統領[26]

## スポーツ
柔道は日本発祥の格闘技で、1964年に男子の夏季オリンピック公式競技として、1992年に女子の夏季オリンピック公式競技に組み込まれた。コソボ柔道連盟は、2012年に国際柔道連盟とヨーロッパ柔道連盟に加盟した。アルバニア系コソボ人の女子柔道家マイリンダ・ケルメンディは、リオデジャネイロ開催の2016年夏季オリンピックでコソボ初の金メダルを獲得するという形で大成功と勝利を収めた。
新型コロナウイルス感染症（COVID-19）の世界的な流行により2021年に開催された東京2020オリンピック競技大会の柔道競技女子48kg級で、コソボ人の柔道家ディストリア・クラスニキが金メダルを獲得した。これはコソボにとって東京2020大会における初の金メダル、オリンピック全体では2個目の金メダルである。

## 外交使節

### 駐日コソボ大使
1. サミ・ウケリ（2010～2012年、信任状捧呈は3月23日[31]）
  - （臨時代理大使）ルディナ・ブコシ（2012年）
2. アフメト・シャラ（アルバニア語版、英語版）（2012～2014年、信任状捧呈は11月27日[32]）
  - （臨時代理大使）ルディナ・ブコシ（2014～2016年）
3. レオン・マラゾーグ（2016～2020年、信任状捧呈は9月7日[33]）
  - （臨時代理大使）エニス・ジェマイリ（2020～2021年）
  - （臨時代理大使）アルバー・メフメティ（2021～2022年）
4. サブリ・キチマリ（2022年～、信任状捧呈は3月7日[34]）